# Mamá, mamá, mamá

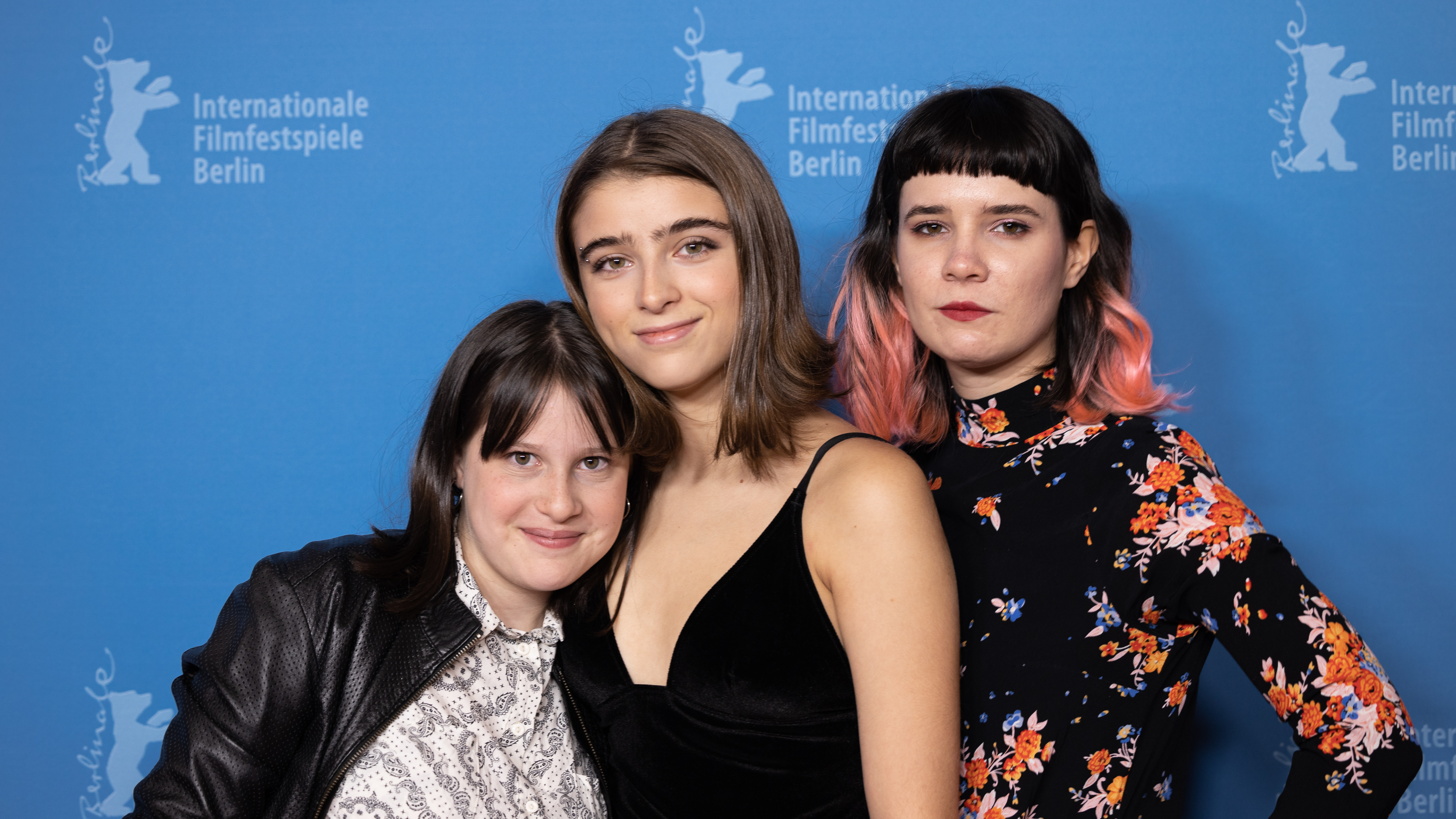
Die Darstellerinnen Agustina Milstein und Chloé Cherchyk mit der Regisseurin Sol Berruezo Pichon-Rivière

Mamá, mamá, mamá ist ein argentinischer Spielfilm für Kinder unter der Regie von Sol Berruezo Pichon-Rivière, von der auch das Drehbuch stammt. Der Debütfilm feierte im Februar 2020 auf der Berlinale Weltpremiere und lief dort in der Sektion Generation Kplus.

## Handlung
Die fünfjährige Erín ertrinkt zu Hause im Schwimmbad. Dort findet ihre Mutter sie. Sie lässt eine andere ihrer Töchter, die zwölfjährige Cleo, danach für Stunden allein im Haus. Bald kommt Cleos Tante Silvina mit ihren Töchtern, der sechsjährigen Leoncia, der elfjährigen Manuela und der fünfzehnjährigen Nerina. Jedes der Mädchen taucht dann in ein eigenes Mikrouniversum ein. Während Nerina mit den wenigen Männern im Umfeld liebäugelt, betrachtet sich Manuela im Spiegel, weil ihre Mutter sie auf Diät gesetzt hat. Cleo ist durch den Tod ihrer Schwester verstört, kann dies aber nicht zum Ausdruck bringen: Ihre Mutter hat sich in ihrem Leid in ihr Zimmer eingeschlossen, wo die Tante sich um sie kümmert. Deshalb taucht Cleo in die weibliche Kindheitswelt ein, für Momente sogar, ganz gegen die Natur, in ihren eigenen Tod. Sie erlebt die Angst davor, nie geküsst zu haben, die Angst, das ganze Leben lang allein bleiben zu müssen. Sie fühlt Furcht vor der Menstruation, in der sie Kinder sieht, die nie zur Welt kommen durften. Sie nimmt einen Körper wahr, der nicht mehr der Person gehört, die in ihm wohnt, und erlebt so den unumkehrbaren Wandel der Pubertät.
Der Film leuchtet die Welt von Mädchen in der Pubertät aus. Das Publikum erlebt den Schrecken, der durch all das hervorgerufen wird, was einem Mädchen geschieht, wenn es unweigerlich zur Frau wird: Das Gefühl, wenn der Körper sich verändert und in den Blickwinkel der Umwelt gerät, die Ängste im Zusammenhang mit dem Schlankheitswahn und den Druck der herrschenden Schönheitsnormen.

## Produktion
Sol Berruezo Pichon-Rivière entwickelte das Filmdrehbuch innerhalb von drei Wochen im Sommer 2017 aus einem Monolog der elfjährigen Protagonistin Manuela. Sie ist auch die Regisseurin des Films. Produzentinnen sind Laura Mara Tablón und Florencia de Mugica, die Musik stammt von Jirí Alvriv. Die Kamera führte Rebeca Rossato Siqueira, für den Filmschnitt war Lorena Moriconi verantwortlich.
Das Team hinter der Kamera besteht ausschließlich aus Frauen, Cismänner haben im Film keine Dialoge, es kommen nur ein Vater und ein Freund vor. Die Entscheidung, den Film ausschließlich mit Frauen zu drehen, begründete die damals 23-jährige Regisseurin damit, dass dies ein Versuch sei, ein Gemeinschaftsgefühl herzustellen, wie es nur in reinen Frauengruppen existiere. Sie war davon überzeugt, auf diese Weise genau die ruhige, harmonische Atmosphäre schaffen zu können, die zwischen ihrer Mutter, ihr selbst und ihren drei jüngeren Schwestern herrschte und die ihr als Inspirationsquelle diente. Auch gehe es im Film um sehr sensible, körperbezogene Bereiche des Lebens junger Mädchen im Übergang zur Frau, sodass es für die Schauspielerinnen eine vertrauensvollerer Atmosphäre schaffe, wenn nur Frauen am Projekt mitarbeiteten.
Während der Dreharbeiten startete die Regisseurin auch ihr Dokumentarfilmprojekt Crónica de mujeres en movimiento (deutsch: Chronik von Frauen in Bewegung), das im Dialog mit Mamá, mamá, mamá die Rolle von Frauen in der Filmindustrie unter die Lupe nimmt. Dabei platziert es die Zuschauer hinter der Kamera von Mamá, mamá, mamá, um uns seine Dynamik zu zeigen. Später weitet sich der Kreis, der Film erforscht die Arbeitssituation. Dabei kommen die Frauen zu Wort, die in der männlich dominierten Filmindustrie nur selten eine Stimme haben.
Die Dreharbeiten endeten am 5. April 2019. Gedreht wurde in Buenos Aires im Stadtteil Colegiales.
Produzentin war Laura Mara Tablón (Rita Cine) und Florencia de Mugica (Bomba Cine). Unterstützung kam vom argentinischen Filminstitut INCAA und der Filmhochschule Buenos Aires.
Der Debütfilm feiert im Februar 2020 auf der Berlinale Weltpremiere und läuft dort in der Sektion Generation Kplus.

## Titel
Der internationale Titel lautet Mum, Mum, Mum.

## Auszeichnungen
2017 erhielt die Regisseurin mit dem Filmprojekt den ersten Platz beim Wettbewerb um das beste Filmkonzept für ein Erstlingswerk des argentinischen Instituts für Kino und audivisuelle Künste (spanisch: Instituto Nacional de Cine y Artes Audiovisuales, INCAA) und beschloss daraufhin, einen Film mit einer ausschließlich aus Frauen bestehenden Crew zu drehen.
Der Film war im Rahmen der Berlinale 2020 für den Preis Bester Erstlingsfilm der GWFF nominiert. Er erhielt eine Lobende Erwähnung durch die Internationale Jury der Sektion Generation Kplus.

## Trivia
Camila Zolezzi ist die einzige der Kinderdarstellerinnen, die über Dreherfahrung verfügt. Sie spielte 2016 in Sangre en la boca von Leonardo Sbaraglia.